# 엄태국
엄태국(1969년 1월 21일~ )은 대한민국의 남자 성우다. 원래는 1994년에 춘천 MBC 아나운서로 입사하였으나 퇴사 후 1996년 MBC 성우 공채 13기로 입사하여 1999년 이후 프리랜서로 활동하고 있다.
대표작은 로봇용사 다그온의 강열로, 이후 MBC 성우극회가 성우 공채 17기를 끝으로 더 이상 외화더빙과 성우 공채를 지원하지 않으면서 더빙 활동이 크게 줄어들었고, 2020년 이후로는 거의 나레이션에 활동에만 참여하면서 더빙 활동은 사실상 재기불능이 되어버렸다.

## 주요 작품

### 다큐
- 2013.08.04~2013.08.11 MBN <대한민국 영부인> (MBN)
- 2013.10.07 EBS 특집 다큐멘터리 <아이들이 위험하다! 미세먼지의 역습> (EBS)
- 2014.03.13 MBC 다큐프라임 <지구를 살리는 착한 스포츠> (MBC)
- 2014.08.02~2014.08.03 KBS 특집 다큐 <글로벌 도시전쟁> (KBS)
- 2014.08.10 SBS 네트워크 특선 <드락마르포리에서 길을 찾다> (SBS)
- 2015.02.27 KBS 광복 70년 특집 <일본인의 양심선언 '독도는 한국 땅이다'> (KBS)
- 2016.09.04 KBS 다큐공감 166회 <엄마의 석양> (KBS1)
- 2019.03.31 채널A 특별기획 몸속 염증 공장, 지방을 잡아라 (채널A)

### 애니메이션
- 마법소녀 위치 (SBS) - 블렁크
- 명탐정 코난 (15기) (투니버스) - 봉대만, 송원명
- 동글동글 해롱이 (SBS) - 쭈글이
- 로봇용사 다그온 (SBS) - 강열
- 비스트워즈 (MBC) - 와스피나토
- 올림포스 가디언 (SBS) - 아폴론
- 유희왕 (SBS) - 샤디
- 테니스의 왕자 (SBS) - 차태석, 배진식
- 아이 삼국유사 (SBS)
- 스피릿 (SBS) - 조
- 이집트 왕자 (SBS) - 제스로 (대니 글로버)
- 모험왕 걸리버 (MBC) - 울프
- 짱구는 못말려 극장판: 폭발! 온천 부글부글 대작전 (MBC) - 닥터 때범벅
- 용하다 용해, 무대리 (VIDEO) - 무대리
- 헌터X헌터 리메이크 (애니맥스) - 스크와라
- 싸커보이 토토 (MBC) - 고산, 아이인, 수석부관, 버퉁, 컴마 회장

### 방송
- 《TV는 사랑을 싣고》 1993.10.23~2010.05.08 (KBS1)
- 《생방송 투데이》 2003.05.12~ (SBS)
- 《스타 골든벨》 2010.05.15~2010.11.20 (KBS2)
- 《일요일 일요일 밤에》 1981.03.29~ (MBC)
- 《미녀와 뱀파이어》 2002.09.24~2003.05.20 (MBC)
- 《좌충우돌 두남자의 만국유람기》 2008.07.21 (부산MBC)
- 《세상보기 시시각각》 2012.02.20~2012.06.24 (MBC)
- 《만화열전 - 공포의 외인구단》 2005.8 (MBC 라디오) - 최관
- 《강연 100℃》 2012.05.18~2013.04.05 (KBS1)
- 《야구 병법》 (SBS SPORTS)
- 《MBC 다큐프라임》 278회 : 에너지 新산업시대를 열다 2014.10.31 (MBC)
- 《다이어트 워 6》 (스토리온) - 해설

### 영화
- 탑건 (SBS) - 울프맨 (배리 텁) / 치퍼 (아드리안 파스다)
- 나의 그리스식 웨딩 (SBS) - 닉 포르투칼로스 (루이스 맨딜러)
- 나쁜 녀석들 2 (MBC) - 금발의 흑인(키코 엘스워스)
- 리쎌 웨폰3 (SBS)
- 테이킹 라이브즈 (SBS) - 듀발 (장-위그 앙글라드)
- 배트맨 비긴즈 (SBS) - 토마스 웨인 (라이너스 로체) / 이사 외
- 판타스틱 4: 실버 서퍼의 위협 - 닥터 둠 (줄리언 맥마흔)
- 판타스틱 4 - 닥터 둠 (토비 케블)
- 모스맨 (SBS)
- 단테스 피크 (SBS)
- 써클 (SBS)
- 비치 (SBS) - 에띠엔 (기욤 까네)
- 미지의 코드 (SBS) - 조르쥬 (티에리 뇌빅)
- 플레전트빌 (SBS)
- 콘 에어 (MBC) - 프랑시스코(제스 보레고)
- 콘 에어 (SBS) - 핀볼(데이브 셔펠)
- 툼 레이더 2: 판도라의 상자 (SBS) - 브라이스(노아 테일러)
- 라스트 패트롤 (SBS) - 럭키 심코이 (조 마이클 버크)
- 깝스 (SBS) - 야콥 (파레스 파에스)
- 크림슨 타이드 (SBS) - 도히티 (제임스 갠돌피니)
- 아름다운 세상을 위하여 (SBS)
- 리틀 니키 (SBS) - 피터 (피터 단데)
- U-571 (SBS) - 레빗(윌 이스티스)
- 비상계엄 (MBC)
- 사관과 신사 (MBC)
- 마스크 오브 조로 (MBC)
- 007옥토퍼시 (MBC)
- 더블 크라임 (MBC) - 손님(브레넌 엘리엇)
- 무인 곽원갑 (MBC) - 안도 다나카 (나카무라 시도)
- 스타트렉9 : 최후의 반격 (MBC) - 소제프 (다니엘 휴 켈리)
- 클리핑행어 - 죽음의 질주 (MBC) - 막스
- 영웅신탐 (MBC)
- 더 록 (MBC) - 헨드릭스(존 C. 맥긴리)
- 비욘드 랭군 (MBC)
- 애널라이즈 댓 (SBS) - 니카 시저(안소니 라파글리아) / 알 파치노(윌리엄 드메오)
- 네이키드 웨폰 (SBS) - 류이치 (연개)
- 1408 (MBC) - 변호사(윌리엄 암스트롱)
- 아라비아의 로렌스 그 후의 이야기 (MBC)
- 복제인간의 제국 (MBC)
- 마스터 앤드 커맨더: 위대한 정복자 (MBC) - 선원(앨릭스 팔머)
- 세븐 (MBC)
- 빅 히트 (MBC)
- 뉴문 (MBC)
- 모험왕 (MBC)
- 황비홍6 (MBC)
- 에디 (MBC)
- 나인 야드 (MBC)
- 택시 (MBC)
- 탑건 (MBC)
- 사랑과 영혼 (MBC)
- 창공의 여왕 (MBC)
- 이너스페이스 (MBC)
- 제니퍼 연쇄 살인사건 (MBC) - 블래티스
- 타이쿠스 (MBC)
- 볼링 포 콜럼바인 (MBC)
- 컷스로트 아일랜드 (MBC)
- 황비홍2 (MBC)
- 머나먼 여정 (MBC) - 프랭크(게리 테일러) / 몰리의 아빠(돈 앨더)
- 블레이드 (MBC)
- 스폰 (MBC)
- 엔트랩먼트 (MBC)
- 빅 대디 (MBC) - 서니의 친구(스티브 글렌)
- 키스 더 걸 (MBC)
- 폴리스 스토리 2 (MBC) - 경영진(감국위) / 경찰(유청운)
- 인썸니아 (SBS) - 랜디 스테츠 (조나단 잭슨)
- 스트리트 파이터 (MBC)
- 패트리어트 게임 (MBC)
- 프리잭 (MBC)
- 공군대전략 (MBC)
- 히틀러의 부활 (MBC)
- 007 살인면허 (MBC) - 크레스트의 부하(칼 시얼팔리오) / 팰런(크리스토퍼 님)
- 프리퀀시 (SBS) - 존 (제임스 카비젤)
- 마우스 헌트 (SBS) - 기업인(피터 안소니 로카) / 의사(피터 그레고리)
- 어벤저 (SBS)
- 스노우보더 (SBS)
- 인자무적 (MBC)
- 크루얼 죠스 (MBC)
- K2 (MBC)
- 플래툰 (MBC)
- 여인의 향기 (MBC)
- 아이큐 (MBC) - 사회자(루이스 J. 스태들런)
- 007 유어 아이스 온리 (MBC) - 멜리나의 아버지(잭 헤들리) / 클로스(찰스 댄스) / 해군 선원(윌리엄 호일랜드)
- 중화영웅 (MBC) - 외국인(토마스 후닥)
- 윈체스터 73 (MBC) - 더치의 동료(제임스 밀리컨)
- 딥 임팩트 (MBC) - 아이라(조 우를라)

### 게임
- 열혈강호 - 비현
- 제노에이지 플러스 - 나우테스 하젤, 진키스
- 쿠키런: 킹덤 - 은행강도

### 라디오 드라마
- 만화열전: 공포의 외인구단 (MBC)
- 만화열전: 힙합 (MBC) - 빗자루

## 같이 보기
- 문화방송 성우극회